# Zephyrogomphus lateralis
Zephyrogomphus lateralis – gatunek ważki z rodziny gadziogłówkowatych (Gomphidae). Występuje endemicznie w południowo-zachodniej części Australii Zachodniej.